# Iveco Group
O Iveco Group N.V. (EXM: IVG) é uma empresa multinacional do setor automotivo que atua na área de veículos comerciais e especiais, powertrain e serviços financeiros relacionados. O escritório registrado fica em Amsterdã, Holanda, e a sede está localizada em Turim, Itália. A empresa está listada na bolsa de valores Euronext Milan. O Iveco Group emprega mais de 36,000 pessoas em todo o mundo. Atualmente, o Conselho de Administração é composto por oito diretores: dois diretores executivos e seis diretores não executivos. A presidente é Suzanne Heywood e o CEO é Olof Persson.
O Iveco Group foi criado em 1º de janeiro de 2022 após o spin-off da CNH Industrial. O grupo é a última etapa de um processo iniciado em 1975 com a criação da IVECO (Industrial Vehicles Corporation) por meio da fusão de cinco marcas de caminhões: Fiat Veicoli Industriali, OM, Lancia Veicoli Speciali, Unic da França e Magirus Deutz da Alemanha.
Em 3 de janeiro de 2025, a propriedade da MAGIRUS foi transferida para a Mutares.
Em 30 de julho de 2025 a Tata Motors comprou o grupo por 3,8 bilhões de euros e anunciou a mudança de sede da Itália para o Países Baixos.  Um dia antes, a Leonardo comprou a divisão de defesa e segurança IDV e Astra por 1,7 bilhões de euros. 

## Marcas
O Iveco Group preside sete marcas, ativas nos setores de veículos comerciais e especiais, powertrain e serviços financeiros relacionados.
- IVECO projeta, produz e comercializa veículos comerciais pesados, médios e leves.[8]
- FPT Industrial é especializada em tecnologias de powertrain para veículos on e off-road, bem como para aplicações marítimas e de geração de energia.[9]
- IVECO BUS projeta e fabrica ônibus urbanos e intermunicipais, ônibus de turismo e micro-ônibus.[10]
- HEULIEZ é especializada em ônibus para transporte de passageiros.[11]
- IDV é uma fornecedora especializada em equipamentos de defesa e proteção civil.[12]
- ASTRA produz veículos de grande porte para pedreiras e construções pesadas.[13]
- IVECO CAPITAL é a marca de serviços financeiros do grupo.

## Unidades industriais e presença global
O Iveco Group possui 20 unidades industriais: 16 na Europa, 2 na América do Sul e 2 no resto do mundo. A pesquisa e o desenvolvimento são realizados em 31 centros: 24 na Europa, 1 na América do Norte, 4 na América do Sul e 2 no resto do mundo.

## Projetos e parcerias

### Hyundai Motor Company
Em março de 2022, o Iveco Group assinou um Memorando de Entendimento com a Hyundai Motor Company para cooperar em um veículo comercial leve elétrico para o mercado europeu. No mesmo ano, o Iveco Group e a Hyundai Motor Company apresentaram a primeira van grande com célula de combustível na IAA 2022 em Hanover e, em 2023, um novo ônibus urbano a hidrogênio na feira Busworld, realizada em Bruxelas.

### Nikola Iveco Europe
Em junho de 2023, o Iveco Group anunciou a aquisição da propriedade total da Nikola Iveco Europe, agora operando como EVCO Gmbh, que produz caminhões pesados elétricos e com célula de combustível.